# Arne Tiselius
Arne Wilhelm Kaurin Tiselius (1902. augusztus 10. – 1971. október 29.) Nobel-díjas svéd biokémikus.

## Életrajz
Stockholmban született. Apja halála után a család Göteborgba költözött, ahol Tiselius a helyi reálgimnáziumban folytatta tanulmányait. Érettségi után az Uppsalai Egyetem kémia szakán tanult tovább. Itt Theodor Svedberg asszisztenseként szuszpendált fehérjék elválasztására elektroforetikus módszert dolgozott ki. Később Princetonban is dolgozott, majd Svédországba visszatérve az Uppsalai Egyetem biokémia professzora lesz. Az egyetemen a vérszérum hasonló tulajdonságú fehérjéinek elválasztására elektroforézises eljárást dolgozott ki, majd később számos kromatográfiás technikát publikált különböző természetes makromolekulák elválasztására. Tiselius aktív szerepet játszott a svéd tudományos élet újjászervezésében a második világháború után. 1951 és 1955 között a IUPAC elnöke. 1947 és 1964 között a Nobel Alapítvány alelnöke, majd elnöke. 1930-ban feleségül vette Ingrid Margareta (Greta) Dalént, két gyermekük született. 1971. október 29-én hunyt el Uppsalában szívrohamban.
1948-ban az elektroforézis és az adszorpciós analízis területén folytatott kutatásaiért Nobel-díjat kapott.

## Fordítás
- Ez a szócikk részben vagy egészben  az   Arne Tiselius című angol Wikipédia-szócikk fordításán alapul.  Az eredeti cikk szerkesztőit annak laptörténete sorolja fel. Ez a jelzés csupán a megfogalmazás eredetét és a szerzői jogokat jelzi, nem szolgál a cikkben szereplő információk forrásmegjelöléseként.